# Trois petites pièces pour violoncelle et piano
Pour les articles homonymes, voir Trois petites pièces.
Trois petites pièces pour violoncelle et piano opus 11 est un ensemble de trois miniatures d'Anton Webern. Composées en 1914, elles sont créées le 2 décembre 1924 par le violoncelliste Maurits Frank et le pianiste Eduard Zuckmayer. D'un langage si hermétique que Pierre Boulez les compara au Haïkaï japonais, le compositeur était réticent à leur exécution en public : « ... elles ne pourraient être qu'incomprises, il est très difficile pour les exécutants comme pour les auditeurs de faire quelque chose de ces pièces ».

## Structure
1. Modéré (neuf mesures)
2. Très animé (treize mesures)
3. Extrêmement calme (dix mesures)

## Source
- François-René Tranchefort (direction), Guide de la musique de chambre, Paris, Fayard, coll. « Les indispensables de la musique », 1998 (1re éd. 1989), VIII-995 p. (ISBN 2-213-02403-0, OCLC 717306887, BNF 35064530), p. 939